# Grand Vallon
Der Grand Vallon ist ein kleiner Gebirgsfluss in Frankreich, der im Département Alpes-de-Haute-Provence in der Region Provence-Alpes-Côte d’Azur verläuft. Er entspringt unter dem Namen Ravin du Jas, nahe dem Sommet des Plauts, an der Gemeindegrenze von Gigors und Turriers, entwässert generell Richtung Südwest und mündet nach rund 19 Kilometern im Gemeindegebiet von Nibles als rechter Nebenfluss in die Sasse.
Im Unterlauf passiert der Fluss den kleinen Segelflugplatz von La Motte-du-Caire.

## Orte am Fluss
- Sarraut, Gemeinde Gigors
- Saint Barthélemy, Gemeinde Faucon-du-Caire
- Faucon-du-Caire
- Le Caire
- Le Gendarme, Gemeinde Le Caire
- La Motte-du-Caire
- Bas Plan, Gemeinde La Motte-du-Caire